# All by Myself (Eric-Carmen-Lied)
All by Myself (Ganz allein) ist ein Popsong von Eric Carmen aus dem Jahr 1975. Die Ballade wurde von ihm geschrieben und auf seinem Album Eric Carmen sowie als Single veröffentlicht. 
Es verwendet ein Thema aus dem 2. Satz des 1901 entstandenen Klavierkonzerts Nr. 2 von Sergei Rachmaninow.

## Geschichte
Nachdem Eric Carmen die von ihm 1970 mitbegründete Band The Raspberries 1975 verlassen hatte, widmete er sich seinem ersten Soloalbum. Die gegenüber der Albumversion gekürzte Singleauskopplung All by Myself erreichte in den Musikcharts weltweit Spitzenpositionen und verkaufte sich allein in den USA über eine Million Mal. Während dort keine Fremdrechte mehr existierten, wurden an die Rachmaninow-Nachlassverwaltung in zahlreichen anderen Ländern ca. 12 % der im jeweiligen Land erzielten Tantiemen abgeführt.

## Coverversionen
Auch die 1996 veröffentlichte Coverversion von Celine Dion wurde ein weltweiter Hit. Weitere Versionen stammen von Frank Sinatra (1976), Carmen McRae (1976), Shirley Bassey (1982), Eartha Kitt (1982), Sheryl Crow (1993), Babes in Toyland (1995), Tom Jones (1998), Jamie O’Neal (2001) und Only Men Aloud! (2008).